# 马丁娜·福斯-特克伦堡
马丁娜·福斯-特克伦堡（德語：Martina Voss-Tecklenburg，1967年12月22日—），前德国女子足球运动员，現任德國國家隊總教練，司職中场、前鋒。她曾代表德国国家队参加1991年、1995年和1999年国际足联女子世界杯，並在2015年、2019年與2023年分別執教瑞士與德國女子隊參加世界盃足球賽。